# I liga urugwajska w piłce nożnej (1948)
Mistrzostwa przerwane zostały po 10 kolejkach z powodu strajku piłkarzy. Nie wyłoniono mistrza Urugwaju. Z ligi nikt nie spadł, ani nikt do ligi nie awansował.

## Primera División

### Kolejka 1
| Mecz |
| --- |
| CA Peñarol – Danubio FC 2:2                                                                                  |
| Club Nacional de Football – Central Montevideo 0:0                                                           |
| Montevideo Wanderers – Rampla Juniors 0:3                                                                    |
| CA Cerro – Liverpool Montevideo 1:1 mecz rozegrany 18 lipca 1948 roku przerwano w 45 minucie przy stanie 1:0 |
| River Plate Montevideo – Defensor Sporting 2:2                                                               |

### Kolejka 2
| Mecz                                                                                 |
| ------------------------------------------------------------------------------------ |
| Club Nacional de Football – Rampla Juniors 3:0                                       |
| Defensor Sporting – CA Cerro 5:0                                                     |
| CA Peñarol – Montevideo Wanderers 2:0 drużyna Wanderers opuściła boisko w 65 minucie |
| River Plate Montevideo – Danubio FC 4:0                                              |
| Liverpool Montevideo – Central Montevideo 3:2                                        |

### Kolejka 3
| Mecz                                                   |
| ------------------------------------------------------ |
| Defensor Sporting – CA Peñarol 1:5                     |
| Montevideo Wanderers – Liverpool Montevideo 5:1        |
| Rampla Juniors – CA Cerro 3:0                          |
| Club Nacional de Football – River Plate Montevideo 7:1 |
| Danubio FC – Central Montevideo 1:2                    |

### Kolejka 4
| Mecz                                            |
| ----------------------------------------------- |
| CA Cerro – Club Nacional de Football 1:2        |
| Liverpool Montevideo – CA Peñarol 0:2           |
| Defensor Sporting – Montevideo Wanderers 5:3    |
| Central Montevideo – River Plate Montevideo 2:4 |
| Rampla Juniors – Danubio FC 3:3                 |

### Kolejka 5
| Mecz                                              |
| ------------------------------------------------- |
| CA Peñarol – River Plate Montevideo 2:1           |
| Club Nacional de Football – Defensor Sporting 4:1 |
| Liverpool Montevideo – Rampla Juniors 4:3         |
| Central Montevideo – Montevideo Wanderers 4:1     |
| CA Cerro – Danubio FC 2:2                         |

### Kolejka 6
| Mecz                                                 |
| ---------------------------------------------------- |
| Liverpool Montevideo – Club Nacional de Football 1:2 |
| CA Peñarol – CA Cerro 6:1                            |
| Danubio FC – Defensor Sporting 1:2                   |
| Rampla Juniors – Central Montevideo 3:0              |
| Montevideo Wanderers – River Plate Montevideo 2:0    |

### Kolejka 7
| Mecz                                         |
| -------------------------------------------- |
| Central Montevideo – CA Peñarol 1:2          |
| River Plate Montevideo – Rampla Juniors 1:0  |
| CA Cerro – Montevideo Wanderers 1:1          |
| Club Nacional de Football – Danubio FC 4:0   |
| Defensor Sporting – Liverpool Montevideo 1:3 |

### Kolejka 8
| Mecz                                              |
| ------------------------------------------------- |
| Club Nacional de Football – CA Peñarol 2:0        |
| Montevideo Wanderers – Danubio FC 2:2             |
| Central Montevideo – CA Cerro 2:5                 |
| Liverpool Montevideo – River Plate Montevideo 2:4 |
| Defensor Sporting – Rampla Juniors 1:1            |

### Kolejka 9
| Mecz                                                 |
| ---------------------------------------------------- |
| Montevideo Wanderers – Club Nacional de Football 0:3 |
| CA Peñarol – Rampla Juniors 1:0                      |
| River Plate Montevideo – CA Cerro 3:1                |
| Danubio FC – Liverpool Montevideo 2:2                |
| Central Montevideo – Defensor Sporting 2:1           |

### Kolejka 10
| Mecz                                               |
| -------------------------------------------------- |
| Danubio FC – CA Peñarol 1:2                        |
| Central Montevideo – Club Nacional de Football 2:2 |
| Defensor Sporting – River Plate Montevideo 0:0     |
| Rampla Juniors – Montevideo Wanderers 4:3          |
| Liverpool Montevideo – CA Cerro 1:0                |

Mistrzostwa zostały przerwane z powodu strajku piłkarzy.

### Końcowa tabela sezonu 1948
| Poz | Klub                      | Mecze | Zw | Rem | Por | Pkt | BrZd | BrStr |
| --- | ------------------------- | ----- | -- | --- | --- | --- | ---- | ----- |
| 1   | Club Nacional de Football | 10    | 8  | 2   | 0   | 18  | 29   | 6     |
| 2   | CA Peñarol                | 10    | 8  | 1   | 1   | 17  | 24   | 9     |
| 3   | River Plate Montevideo    | 10    | 5  | 2   | 3   | 12  | 20   | 18    |
| 4   | Rampla Juniors            | 10    | 4  | 2   | 4   | 10  | 20   | 16    |
| 5   | Liverpool Montevideo      | 10    | 4  | 2   | 4   | 10  | 18   | 22    |
| 6   | Defensor Sporting         | 10    | 3  | 3   | 4   | 9   | 19   | 21    |
| 7   | Central Montevideo        | 10    | 3  | 2   | 5   | 8   | 17   | 22    |
| 8   | Montevideo Wanderers      | 10    | 2  | 2   | 6   | 6   | 17   | 25    |
| 9   | Danubio FC                | 10    | 0  | 5   | 5   | 5   | 14   | 25    |
| 10  | CA Cerro                  | 10    | 1  | 3   | 6   | 5   | 12   | 26    |

### Klasyfikacja strzelców bramek
| Gole | Piłkarz      | Klub           |
| ---- | ------------ | -------------- |
| 9    | Óscar Míguez | CA Peñarol     |
| 8    | Manuel Loz   | Rampla Juniors |